# Kopić
Kopić – wieś w Bośni i Hercegowinie, w Federacji Bośni i Hercegowiny, w kantonie dziesiątym, w gminie Glamoč. W 2013 roku liczyła 2 mieszkańców – Serbów.